# The Artwoods
The Artwoods waren eine britische R&B-Band Mitte der 1960er Jahre.

## Bandgeschichte
Arthur „Art“ Wood (Gesang, Mundharmonika), der ältere Bruder von Ron Wood (Rolling Stones), gründete die Band 1963, die sich zunächst Art Wood Combo, später dann The Artwoods nannte. Wood hatte vorher u. a. bei Alexis Korners Blues Incorporated gesungen.
Weitere Mitglieder der Artwoods waren Keef Hartley (Schlagzeug, zuvor bei Rory Storm & the Hurricanes, später bei den Bluesbreakers), Jon Lord (Keyboards, später bei Deep Purple), Derek Griffiths (Gitarre) und Malcolm Pool (Bass, später bei Colosseum).
Während ihrer kurzen Karriere waren die Artwoods eine populäre Live-Band, die mit Gruppen wie den Animals und den Yardbirds konkurrierte. Allerdings blieben ihre Plattenverkäufe immer hinter den Erwartungen zurück.
Die Artwoods brachten einige Singles und ein Album heraus, Art Gallery. Später erschienen einige Kompilation-Alben. Mitte 1967 löste sich die Band auf.

## Diskografie

### Singles
- Sweet Mary / If I Ever Get My Hands On You (1964)
- Oh My Love / Big City (1965)
- Goodbye Sisters / She Knows What To Do (1965)
- I Take What I Want / I’m Looking For A Saxophonist (1966)
- I Feel Good / Molly Anderson’s Cookery Book (1966)
- What Shall I Do / In The Deep End (1967)
- Buddy Can You Spare A Dime / Al’s Party (1967)

### Maxi-Single (EP)
- Jazz In Jeans – These Boots Are Made For Walkin’ / Taste Of Honey / Our Man Flint / Routine (1966)

### Alben
- Art Gallery (1965)
- The Artwoods (1973)
- 100 Oxford Street (1983)
- Singles A's & B's (2000)

### Kompilation
- Steady Gettin' It - The Complete Recordings 1964-67 (2014)